# Mamoudou Abdoulmoumini
Mamoudou Abdoulmoumini, né le 8 mai 1969 à Belel dans la Région de l'Adamaoua, est un universitaire camerounais, recteur de l'Université de Ngaoundéré.

## Biographie

### Études
Il fait ses études secondaires au collège protestant à Ngaoundéré où il obtient son diplôme de baccalauréat D en 1992. Puis, il quitte le Cameroun pour poursuivre ses études à l'Académie vétérinaire de Saratov en Russie où il obtient son doctorat en médecine vétérinaire en 1998. En 2007, il poursuit ses études à l'Université libre de Berlin en Allemagne où il sort nanti d'un doctorat PhD en parasitologie vétérinaire,.

### Carrière
Il commence sa carrière professionnelle par la Russie en 1999, puis il travaille en Belgique, en France et en Allemagne. Il rentre au Cameroun et assume de nombreux postes de responsabilité à l'université de Ngaoundéré. En 2008, il assume le poste d'assistant au département d'anatomie d'embryologie et d'histologie à l'(ESMV) de l'université de Ngaoundéré, puis maître de conférences, chef de département de parasitologie et des pathologies parasitaires à l'École des sciences de médecine vétérinaire (ESMV) dans la même université. En avril 2019, il est nommé par décret présidentiel au poste de directeur de l'ESMV. En 2022, il est nommé vice-recteur chargé des enseignements, de la professionnalisation et du développement des technologies de l'information et de la communication par décret présidentiel dans la même université. En 2023, il est nommé recteur de l'université de Ngaoundéré par décret présidentiel,.